# Josef von Bauer (Politiker, 1817)

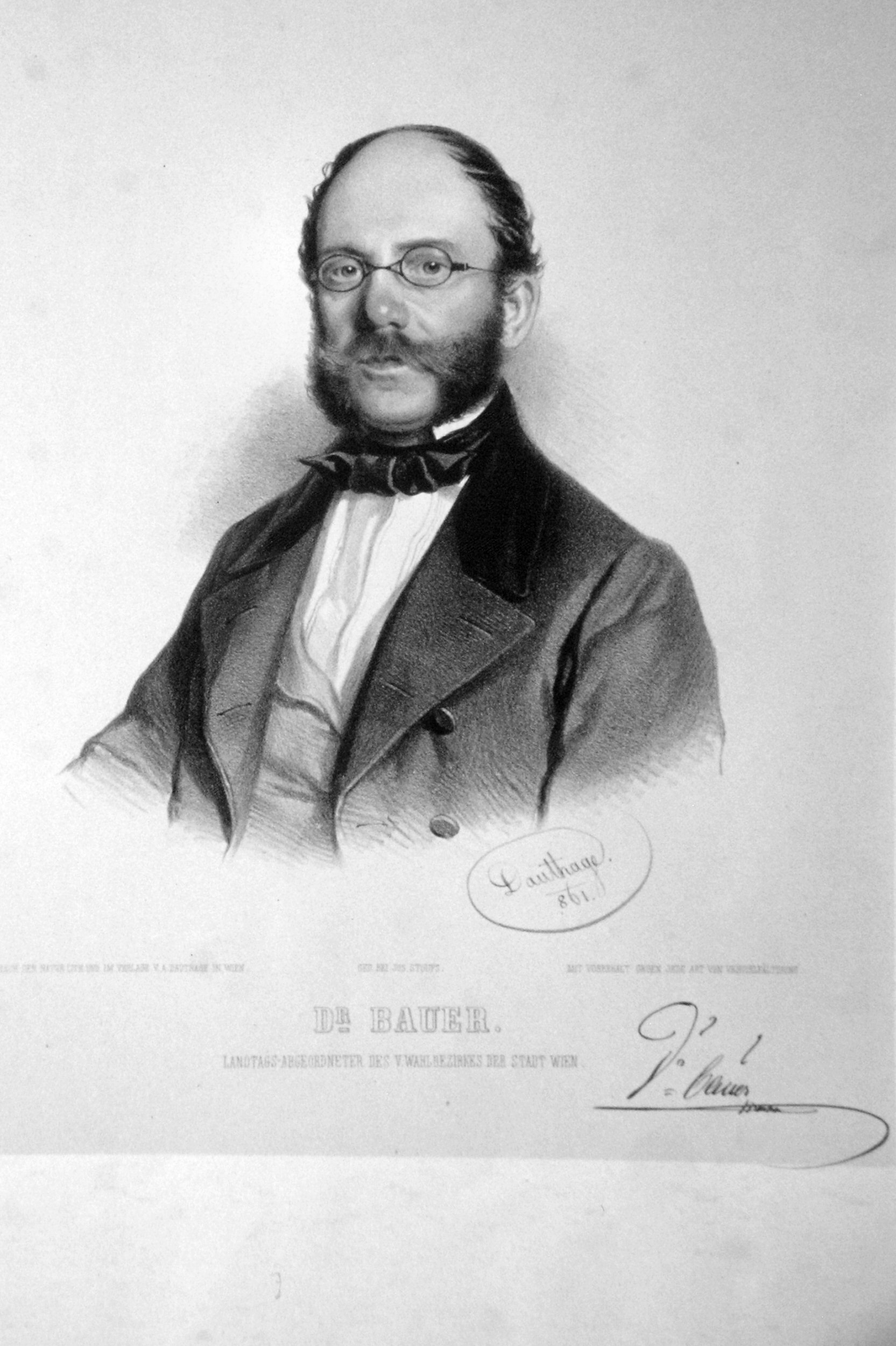
Josef von Bauer, Lithographie von Adolf Dauthage, 1861

Josef von Bauer (* 1. August 1817 in Wien; † 11. August 1886 in Purkersdorf) war ein österreichischer Jurist und Politiker.

## Leben
Josef Bauer studierte nach dem Besuch des Schottengymnasiums Rechtswissenschaft an der Universität Wien, promovierte 1842 zum Dr. jur. und wurde Rechtsanwalt. Er war dann als Hof- und Gerichtsadvokat tätig. Da er sich auch für Politik interessierte, nahm er die Revolution von 1848 zum Anlass, sich um ein Mandat in der Frankfurter Nationalversammlung zu bewerben. Dieser Versuch schlug im ersten Anlauf jedoch fehl, denn er wurde nur zum Vertreter des Joseph Freiherrn von Doblhoff-Dier für den Wahlkreis Österreich unter der Enns in Baden gewählt. Als dieser jedoch am 19. Januar 1849 aus der Nationalversammlung ausschied, rückte Joseph von Bauer für ihn als Abgeordneter nach. Er schloss sich jedoch keiner der zahlreichen Fraktionen des Paulskirchenparlaments an, sondern blieb für die ganze Dauer seiner Mitgliedschaft fraktionslos.
Nach der Auflösung der Nationalversammlung nach Österreich zurückgekehrt, widmete Joseph von Bauer neben seinem Beruf als Anwalt der örtlichen Politik. So war er von 1861 bis 1886 Mitglied des niederösterreichischen Landtages als gewähltes Mitglied der Liberalen für den Wahlkreis Klosterneuburg. 1869 rückte er in den Landesausschuss auf und war ab 1870 zweiter Vertreter des Landmarschalls. Bauer war tätig bei der Schaffung des Grundbuchgesetzes, des Wasserrechts und bei verschiedenen Flussregulierungen, er machte sich um den Bau der Tullner Donaubrücke verdient. Privat interessierte er sich zusätzlich für die Landeskunde. Deshalb war er Mitglied des Vorstandes des Vereins für die Landeskunde von Niederösterreich. Im Jahr 1881 wurde er in den Ritterstand erhoben. Ab 1889 war Bauer auch Korrespondent der k.k. Central-Commission.